# Kemisk reaktion
En kemisk reaktion er en proces hvor en eller flere kemiske forbindelser omdannes til en eller flere andre kemiske forbindelser.
En kemisk reaktion kan beskrives ved en reaktionsligning, for eksempel når der dannes vand ud fra brint og ilt:
{\displaystyle {\ce {2H2 + O2 -> 2H2O}}}
De kemiske forbindelser på venstre side af reaktionspilen kaldes reaktanter, og de kemiske forbindelser på højre side kaldes produktet.
Ved en kemisk reaktion er der:
- Grundstofbevarelser, så grundstofferne i reaktanterne er de samme som grundstofferne i produktet
- Massebevarelse, så massen af reaktanterne er den samme som massen af produktet
- Ladningsbevarelse, så ladningen af reaktanterne er den samme som ladningen af produktet, for eksempel hvis der indgår ioner i reaktionen

En kernereaktion, hvor for eksempel uran spaltes ved fission, er således ikke en kemisk reaktion, da der ikke er grundstofbevarelse.
Der kan frigives eller absorberes energi ved en kemisk reaktion, hvis bindingsenergien mellem molekylerne i reaktanterne og produktet er forskellig.
Tilstedeværelsen af stoffer og/eller overflader med katalysatorvirkning (f.eks. enzymer) kan øge en kemisk reaktions hastighed drastisk.

## Typer af kemiske reaktioner
- Addition
- Syre-base
- Redoxreaktion
- Substitution
- Nukleofile substitutioner
- Xantoprotein-reaktion
- Kondensationsreaktion